# Деніел Абрагам Яновський
Де́ніел А́брагам (Ейб) Яно́вський (англ. Daniel Abraham (Abe) Yanofsky, * 26 березня 1925, Броди, Польща — † 5 березня 2000, Вінніпег, Канада) — канадський шахіст, міжнародний гросмейстер (з 1964). 8-разовий чемпіон Канади. Правник за професією.

## Кар'єра
Народився у містечку Броди на Львівщині (тодішня Польща).
У 1926 році разом батьками виїхав до Канади. Талант хлопця проявився рано — вже у 12-річному віці вундеркінд виграє чемпіонат провінції Манітоба і фінішує 4-м у першості Канади. У 14-річному віці виступав за збірну Канади на шаховій олімпіаді 1939 і показав сенсаційний результат — 13,5 очка із 16 можливих на 2-ій шахівниці. Загалом аж 11 разів захищав кольори Канади на шахових олімпіадах (1939, 1954, 1958, 1964, 1966, 1968, 1970, 1972, 1974, 1976, 1980). 8-разовий чемпіон країни (1941, 1943, 1945, 1947, 1953, 1959, 1963, 1965). Попри величезний талант, Яновський не повністю реалізував свій потенціал, оскільки основний час приділяв юридичній практиці.
Найуспішніші виступи на турнірах:
- Вентнор-Сіті (1942) — 1-е місце
- відкрита першість США (1942) — 1-е
- Арбон (1946) — 1-3-є
- Барселона (1946) — 2-е
- Гастінґс (1947) — 4-е
- Гастінґс (1952) — 2-е
- Бевервейк (1952) — 3-4-е
- Гастінґс (1953) — 1-4-е
- чемпіонат Великої Британії (1953) — 1-е
- Даллас 1957 — 4-е місце

Двічі виступав на міжзональних турнірах: Сальтшебаден (1948) — 14-15-е місця і Стокгольм (1962) — 17-18-е місця.
Був одружений з Гільдою Ґутнік, виховував 4 дітей. Був відомим правником, багато років працював у міській раді Вінніпега. Нагороджений Орденом Канади у 1972 році.
Більшість життя провів у місті Вінніпег, в лікарні якого й помер у 74-літньому віці.